# 虎島貴明
虎島 貴明（とらしま たかあき、5月5日 - ）は、日本の男性声優。新潟県出身。ステイラック所属。

## 略歴
青二塾、アミューズメントメディア総合学院東京校卒業。
以前はムーブマンに所属していたが、2018年7月よりステイラックに所属。

## 人物
趣味・特技は、囲碁、サバイバルゲーム、ラーメン作り。
所持資格は普通自動車第一種免許、コミュニケーション検定3級、販売士検定3級。

## 出演

### テレビアニメ
2014年
- まじっく快斗1412（2014年 - 2015年、山田 他）

2015年
- 金田一少年の事件簿R（警官）

2016年
- チア男子!!（守衛）

2017年
- キラキラ☆プリキュアアラモード（和泉わたる、男性客）

2018年
- BAKUMATSU（2018年 - 2019年、侍、スサノオ兵、隊士、囚人、塾生 他） - 2シリーズ
- ゴブリンスレイヤー（ゴブリン、冒険者）
- 俺が好きなのは妹だけど妹じゃない（男子生徒A、番組MC、コミステスタッフ、男性ファン）
- うちのメイドがウザすぎる!（サラリーマン、警官）
- 中間管理録トネガワ（裏カジノ主任）

2019年
- 五等分の花嫁（審査員）
- FAIRY TAIL（アルバレス兵）
- 群青のマグメル（局員、屋台の店主、機長、男、研究員）
- 叛逆性ミリオンアーサー（村人1）
- デュエル・マスターズ!!（2019年 - 2020年、スターダム・スタージアム、金田一ハカセ、キ・ルジャック、スッポンジトム、時卍龍 ミラダゲンム 他）
- なむあみだ仏っ!-蓮台 UTENA-（従業員）
- ダイヤのA actII（2019年 - 2020年、吉沢明光、九鬼洋平）
- イナズマイレブン オリオンの刻印（ルシアン）
- BEASTARS（2019年 - 2021年、ビル、シマウマ、ゼイカ学園長） - 2シリーズ
- PSYCHO-PASS サイコパス 3（運搬業者）

2020年
- うちタマ?! 〜うちのタマ知りませんか?〜（狼はん）
- 虚構推理（2020年 - 2023年、かりんの父、名無、警官、狐B） - 2シリーズ
- 歌舞伎町シャーロック（記者）
- GO!GO!アトム
- 邪神ちゃんドロップキック'（タワラ）
- カードファイト!! ヴァンガード外伝 イフ-if-（男子生徒）
- ゾゾゾ ゾンビーくん（歌う男性）
- 魔女の旅々（あっちの村の村人たち）

2021年
- はたらく細胞BLACK（赤血球）
- 蜘蛛ですが、なにか?
- 呪術廻戦（不良B）
- オッドタクシー（男性B、田中父、男性、警官、客）
- 憂国のモリアーティ（ラスキン、ゴズリング、警官）
- 灼熱カバディ（木戸諒）
- もっと!まじめにふまじめ かいけつゾロリ（ヘンデス）
- アイドリッシュセブン Third BEAT!（2021年 - 2022年、重役男性、男性B） - 2シリーズ
- 月が導く異世界道中（2021年 - 2024年、魔族、呪術師、オーク①、リディ、冒険者① 他） - 2シリーズ
- 白い砂のアクアトープ（業者、ヤンキー、関係者、音声）
- 海賊王女（操舵長）

2022年
- ハコヅメ〜交番女子の逆襲〜（高校生）
- 王様ランキング（2022年 - 2023年、騎士3、隊員、山賊、文官） - 2シリーズ
- 賢者の弟子を名乗る賢者（司会者、ベテラン）
- オンエアできない!（板川、モブ男子A、ミキサー、オーナーA）
- ガンプラくん、ガンダムベース攻略戦（シャアザクくん）
- 群青のファンファーレ（司会）
- アオアシ（梅津寺選手、コーチ、松永國貴、同級生、成京選手、久留米選手）
- 社畜さんは幼女幽霊に癒されたい。（モブ社畜さんB）
- SPY×FAMILY（2022年 - 2023年、密輸組織員、WISE機関員、クリス、カタン・ボリック、エイマン 他） - 3シリーズ
- 転生賢者の異世界ライフ 〜第二の職業を得て、世界最強になりました〜（冒険者B、信者A）
- メイドインアビス 烈日の黄金郷
- プリマドール（男）
- 最近雇ったメイドが怪しい（保護者A）
- おばけずかん!（2022年 - 2023年、じゃじゃじゃ、ホールスタッフ、イケメン、ぬげずのスリッパ、店員）
- 転生したら剣でした（タイラント・サーベルタイガー、赤犬族の子分①、商人①、冒険者 他）

2023年
- 不滅のあなたへ（ウラリス兵、男）
- 地獄楽（安達又五郎、忍B、町奉行、木人たちの声）
- デッドマウント・デスプレイ（神官、テロリスト隊長） - 2シリーズ
- ふしぎ駄菓子屋 銭天堂（同級生）
- ヴィンランド・サガ（ネズミ）
- 異世界召喚は二度目です（村長）
- デキる猫は今日も憂鬱（街の人々、男性C）
- ダークギャザリング（男子生徒、霊、管理人、男、警官A 他）
- はめつのおうこく（警備兵、アナウンス、兵士、モヒカン、リディアの警備兵 他）
- 薬屋のひとりごと（2023年 - 2025年、宦官、兵士、武官、高官、下官） - 2シリーズ
- ポーション頼みで生き延びます!（カルヴィン）
- 帰還者の魔法は特別です（アルファ生徒）
- 魔法使いの嫁 SEASON2（サージェント家追手）

2024年
- 魔都精兵のスレイブ（集落の男、ゲーム音声A）
- メタリックルージュ（バンドマン、ヒューイ、ネアン2、保安局員）
- 戦国妖狐（断怪衆、村人、猩々、千の闇、牢茶 他） - 2シリーズ
- ポケットモンスター（スナップ小僧）
- 戦隊大失格（2024年 - 2025年、戦闘員C、アンデレガ、戦闘員） - 2シリーズ
- 魔王の俺が奴隷エルフを嫁にしたんだが、どう愛でればいい?（野盗、魔王、街の男）
- うる星やつら (2022)（客）
- 黒執事 -寄宿学校編-（生徒）
- リンカイ!（観客）
- ラーメン赤猫（てんぴる）
- 俺は全てを【パリイ】する 〜逆勘違いの世界最強は冒険者になりたい〜（兵士A、ゴブリンエンペラー、十機衆B）
- この世界は不完全すぎる（騎士風NPC）
- 鴨乃橋ロンの禁断推理（店員）
- デリコズ・ナーサリー（来賓客）
- アクロトリップ（野次馬カップル男性）
- さようなら竜生、こんにちは人生（隊員2）

2025年
- 戦隊レッド 異世界で冒険者になる（ノイゼル卿）
- わたしの幸せな結婚
- 妖怪学校の先生はじめました!（獅子舞）
- 魔法使いの約束（兵士、市民、羊）
- 俺だけレベルアップな件 Season 2 -Arise from the Shadow-（外園文章）
- WIND BREAKER Season 2
- 機動戦士Gundam GQuuuuuuX
- 最強の王様、二度目の人生は何をする?（父親、巨漢の男、ジョージ、エルフ兵長、冒険者）
- 未ル わたしのみらい（ガリ）
- アン・シャーリー（ムーディー・スバージョン・マクファーソン、バートラム、局員）
- LAZARUS ラザロ（ギャング）
- 真・侍伝 YAIBA（一般人、侍）
- ドラえもん（テレビ朝日版第2期）（学生①、村人）
- ニャイト・オブ・ザ・リビングキャット（怪しい男）
- ホテル・インヒューマンズ（フードの男）
- SAKAMOTO DAYS（警備員）
- 出禁のモグラ（幽霊）

### 劇場アニメ
2015年
- バケモノの子（ヤギのバケモノ）

2017年
- 夜は短し歩けよ乙女（学生）

2019年
- 劇場版シティーハンター 〈新宿プライベート・アイズ〉（PMC隊員）
- 天気の子（歌舞伎町のキャッチ、電話の声 他）

2021年
- シン・エヴァンゲリオン劇場版𝄇

2022年
- 映画 オッドタクシー イン・ザ・ウッズ（佐藤）
- すずめの戸締まり

2023年
- 劇場版 SPY×FAMILY CODE: White（軍人）
- SAND LAND（サンドランド国王軍兵士）

### OVA
- 機動戦士ガンダム サンダーボルト（2015年、パイロット）

### Webアニメ
2018年
- DEVILMAN crybaby（デーモンA）

2019年
- アニメぷそ煮コミ（2019年 - 2020年、テトラリアル、夏川） - 2シリーズ
- 機甲英雄 機鬥勇者 日本語版（多普斯）

2020年
- 虫籠のカガステル（スター、ヘキサ、アドハム副官、バハール）
- 攻殻機動隊 SAC_2045（麻男、顔無し）

2021年
- おしえて北斎! -THE ANIMATION-（配達員、記者C、男性作家A、友人、久米 他）
- 爆丸ジオガンライジング（2021年 - 2022年、タラン、インセクトラ）

2022年
- Shenmue the Animation（部員甲、雷名洋、メンバー、店員、壮周 他）

2024年
- SAND LAND: THE SERIES（サンドランド国王軍兵士）
- 〈物語〉シリーズ オフ&モンスターシーズン（クラスメイト）

### ゲーム
2016年
- バトルフィールド1（ジャック・フォスター）

2018年
- ファイティングEXレイヤー（ヴルカーノ・ロッソ）
- プリンセスコネクト！Re:Dive（参拝客）

2019年
- グランブルーファンタジー（2019年 - 2020年、サメーズ / ウルスラ）

2020年
- ビッグバッドモンスターズ（コーンザレス）
- モンスターハンターライズ（プレイヤーボイスタイプ2、集会所の加工屋ナカゴ）

2022年
- バトルスピリッツ コネクテッドバトラーズ（紫園メグル）
- ポケモンマスターズEX

2024年
- グランブルーファンタジー リリンク
- ファイナルファンタジーVII リバース
- ヘブンバーンズレッド（2024年 - 2025年、習志野ドーム住民、その他）
- 聖剣伝説 VISIONS of MANA
- モンスターストライク（サワロ）

### ドラマCD
- ゴールデンスパークル（2019年、バスケ部先輩）

### 吹き替え

#### 映画
- アース・トゥ・エコー（マーカス）
- アイス・ロード（トム・ヴァルナイ〈ベンジャミン・ウォーカー〉）
- アウェアネス 超能力覚醒（イアン〈カルロス・ショルツ〉）
- 悪党に粛清を（ヴォイチェク〈アレクサンダー・アーノルド〉）
- アナコンダ vs. 殺人クロコダイル（ブレット）
- アバター:ウェイ・オブ・ウォーター[11]
- ある決闘 -セントヘレナの掟-（ナイジェル）
- アルテミスと妖精の身代金（チックス）
- ウィーク・オブ・ウェディング（イグナシオ）
- エスター ファースト・キル（ガナー〈マシュー・アーロン・フィンラン〉）
- エルカミーノ: ブレイキング・バッド THE MOVIE（トッド〈ジェシー・プレモンス〉[12]）
- オーヴァーロード（チャーリー・ドーソン）※ワーナー・ブラザース版
- オールド（ドライバー〈M・ナイト・シャマラン〉[13]）
- キャッシュトラック（ダギー〈イーライ・ブラウン〉他）
- 禁じられた遊び（レイモン・ドレ〈ピペール・メロヴィ〉[14]）※N.E.M版
- キンダーフィルムフェスティバル「小さな映画館」（父）
- ゲット!マイライフ（カロジェロ 他）
- 荒野の用心棒
- ゴール・オブ・ザ・デッド（フーリガン）
- ゴリラのアイヴァン（フランキー）
- The Seventh Sign 第七の予言（アヴィ）
- THE BATMAN-ザ・バットマン-[15]
- CIA特殊ユニット  スローアウェイズ（ティーブス）
- シールド・フォース-監獄要塞-（タイラー）
- シエラバージェスはルーザー（トファー）
- シカゴ7裁判（レニー・デイヴィス〈アレックス・シャープ〉）
- 慈悲（覆面男）
- シング・フォー・ミー、ライル[16]
- スクリーム (2022)
- スパイダーマン:ノー・ウェイ・ホーム[17]
- ダウントン・アビー (映画)（アンディ・パーカー〈マイケル・フォックス〉[18]）
  - ダウントン・アビー/新たなる時代へ[19]
- Dearダニー 君へのうた（ニッキー・アーンスト〈ジョシュ・ペック〉）
- デトロイト（オーブリー）
- ドリーム・シナリオ（トレント〈マイケル・セラ〉[20]）
- ハードターゲット2（ウィン）
- パイワケット（アーロン）
- ハッピー・デス・デイ（ライアン・ファン）
- ハッピー・デス・デイ 2U（ライアン・ファン〈フィー・ヴ〉）
- ハドソン川の奇跡（16歳のサリー）※ザ・シネマ版
- パラダイス・アーミー（エルモ）
- BOOTY CALL ダブル・デート（シン）
- 武道実務官（湿気）
- ブラックパンサー/ワカンダ・フォーエバー（男子学生[21]）
- プロメテウス（ブリッジクルー1[22]）※ザ・シネマ版
- ホームアゲイン（ネイト）
- 名探偵シャーロック・ノームズ（グレッグソン）
- モンスタートラック（ジェイク）
- リバティ・バランスを射った男（チャーリー）
- REMAINS OF THE DAY（ウィリアム）
- レッド・ハンター（ドクター）
- ローガン・ラッキー（デイトン・ホワイト〈セバスチャン・スタン〉）
- 別れる決心（ジグ〈イ・ハクジュ〉[23]）

#### ドラマ
- アイアン・フィスト（カイル 他）
- アクエリアス 刑事サム・ホディアック（ウォルト・ホディアック、マイク･ヴィッカリー）
- アレックス・ライダー（パーカー）
- EASY（作業員）
- イカゲーム
- 今、私たちの学校は…（ヤン・デス〈イム・ジェヒョク〉[24]）
- ウェット・ホット・アメリカン・サマー あれから10年（ヤロン）
- ウェット・ホット・アメリカン・サマー キャンプ1日目（ヤロン、ジム･スタンセル）
- 英国スキャンダル〜セックスと陰謀のソープ事件（ダニー）
- NCIS: ニューオーリンズ（フレディ）
- FBI: 特別捜査班（イアン 他）
- エレメンタリー ホームズ&ワトソン in NY シーズン6（偽ホームズ）
- オクニョ〜運命の女〜（マンス）
- 奇皇后 〜ふたつの愛 涙の誓い〜（ククス 他）
- GONE/ゴーン（ジェームズ）
- ゴッドレス-神の消えた町-（エド・ローガン）
- ザ・ランチ（トーマス・レット）
- ザ・ルーキー 40歳の新米ポリス!?（ジャクソン・ウエスト〈タイタス・メイキン〉[25]）
- サルベーション－地球の終焉－（ディラン・エドワーズ）
- ジェシカ・ジョーンズ（ルーベン 他）
- ジャン＝クロード・ヴァン・ジョンソン（ジョニー）
- ジュビリー 〜ボリウッドの光と影〜
- セックス・エデュケーション（スティーヴ）
- Zネーション（スキッパー 他）
- 孫悟空の遊勇伝（スパイダー・キン 他）
- ダーク・マテリアルズ/黄金の羅針盤（ウィル・パリー〈アミール・ウィルソン〉）※スター・チャンネル版
- ダウントン・アビー（アンディー〈マイケル・C・フォックス〉、イーサン 他）
- チェンバース: 邪悪なハート（エリオット ）
- チャーリー・チャップリン（秘書 他）
- チャップリン（男 他）
- チャンピオン（マイケル・パテル）
- 超電メカ X4（デーン）
- ティーンスパイK.C.（敵スパイ）
- トラベラーズ（覆面男）
- ナイト・オブ・キリング 失われた記憶（アミール 他）
- ヒーローズリボーン（ブラッド）
- フィリップ・K・ディックのエレクトリック・ドリームズ #9（コートの男）
- HOOPS-フープス-（アイザック）
- フォーリングスカイズ（ウィリアムズ）
- フラーハウス（ウサギのジャック、バリスタ 他）
- ブラックリスト（トレイ 他）
- ブラックリスト リデンプション（ディヴァース 他）
- THE BRIDGE/ブリッジ（ターリック）
- ブレイキング・バッド（トッド・アルキスト〈ジェシー・プレモンス〉）
- ブログ犬 スタン（チーズ）
- プロジェクト・ランウェイ シーズン14（ティモシー・ウエストブルック）
- ベイツ・モーテル（若い男）
- ベターコールソウル（ライル 他）
- ボーンズ-骨は語る-（ジム・シャオ）
- 僕のヤバイ妻 トルコ版（チュナル・カヤ）
- マスター・オブ・ゼロ（マイク）
- ラブアイランドUSA 水着で恋するフィジー編（イェイメン・サンダース[26]）
- リゾーリ&アイルズ ヒロインたちの捜査線（ネッド・ドレイク）
- ROOTS/ルーツ 2016年版（ノア）
- レッドオークス（シックスパック、ラスティ 他）
- LAW ＆ ORDER UK（ルーク、ジャマール）
- 私の"初めて"日記（ベン）

#### アニメ
- ギレルモ・デル・トロのピノッキオ[27]
- シチリアを征服したクマ王国の物語（支配人クマ[28]）
- トランスフォーマー アーススパーク（青シャツの男[29]、メガネの男[30]）
- 長ぐつをはいたネコと9つの命[31]
- ナタ転生
- ハイウェイ・ラット〜嫌われおいはぎネズミ〜
- バッドガイズ[32]
- ふしぎの国 アンフィビア（ベッシー、トーディ 他）
- ヴォルトロン（マット・ホルト、ジェームズ・グリフィン）
- 魔法が解けて（ジェリー、ヘンゼル 他）
- ミラキュラス・ワールド/上海 レジェンド・オブ・レディドラゴン

### 特撮
- 爆上戦隊ブンブンジャー（2024年、ショウカキグルマーの声[33]）

### デジタルコミック
- ぱちLOVE！（2021年、とあるD[34]）
- 朝まで延長希望です（2023年、バイト先の男性、男性客）[35]

### ナレーション
- Red Bull BC ONE 告知VTRナレーション
- 奇皇后 BS日テレ放送版 番宣ナレーション

### ボイスオーバー
- アメリカお宝鑑定団ポーンスターズ（ブライアン、ポール 他）
- 池上彰が見た!ロシアの真実（一部ナレーション及びヴォイスオーバー）
- ヒストリーチャンネル

### ウェブテレビ
- アベマ大縁日〜人気番組勢ぞろい!神宮花火大会生中継で豪華プレゼント大放出SP〜（2018年8月11日、AbemaTV） - ナレーション

### イベント
- 声優口演SPECIAL〜人気声優で甦るサイレント・ムービー〜
- 新潟市成人式（MC）

### オーディオブック
- ララピポ（2020年、栗野健治）

### その他コンテンツ
- ゴルゴ13×外務省 安全対策マニュアル（2022年、社員、デニス[36]）
- 実写映画『シン・仮面ライダー』（2023年3月18日）

### シリーズ一覧
1. ↑  第1期（2018年）、第2期『クライシス』（2019年）
2. ↑  第1期（2019年）、第2期（2021年）
3. ↑  Season1（2020年）、Season2（2023年）
4. ↑  第1クール（2021年）、第2クール（2022年）
5. ↑  第一幕（2021年）、第二幕（2024年）
6. ↑  第1作（2022年）、第2作『勇気の宝箱』（2023年）
7. ↑  Season 1:第1クール（2022年）、Season 1:第2クール（2022年）、Season 2（2023年）
8. ↑  第1クール（2023年）、第2クール（2023年）
9. ↑  第1期（2023年 - 2024年）、第2期（2025年）
10. ↑  第一部『世直し姉弟編』（2024年）、第二部『千魔混沌編』（2024年）
11. ↑  1st season（2024年）、2nd season（2025年）
12. ↑  第1期（2019年）、第2期『おかわり』（2020年）

### 初出話一覧
1. 1 2  第36話初出
2. 1 2 3 4 5 6  第1話初出
3. 1 2 3 4 5 6 7 8  第2話初出
4. 1 2  第6話初出
5. ↑  第22話初出
6. 1 2 3 4 5 6  第4話初出
7. 1 2 3 4  第8話初出
8. ↑  第一部 第2話初出
9. ↑  第一部 第4話初出
10. ↑  第一部 第6話初出
11. ↑  第二部 第2話初出
12. ↑  第二部 第5話初出
13. ↑  第42話初出
14. 1 2  第13話初出
15. 1 2 3 4 5 6  第12話初出
16. ↑  第39話初出
17. 1 2 3 4 5  第3話初出
18. 1 2 3  第11話初出
19. 1 2  第17話初出
20. ↑  第10話初出
21. 1 2  第16話初出
22. ↑  第15話初出
23. ↑  第14話初出
24. ↑  第5話初出
25. 1 2  第7話初出
26. ↑  第779話初出
27. ↑  第780話初出